# Samu Borovszky

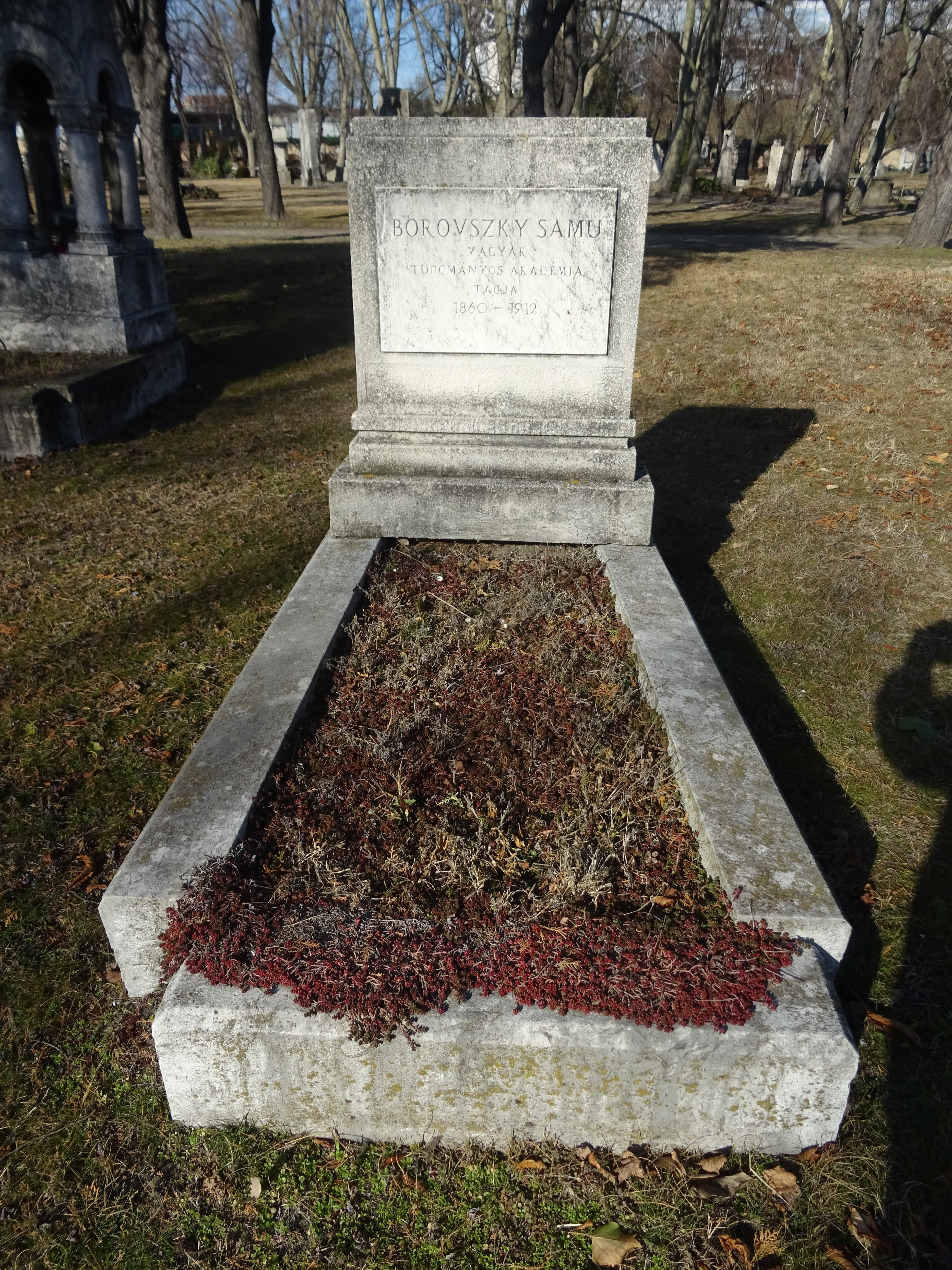
Mormântul lui Samu Borovszky din Budapesta în cimitirul Kerepesi (18-05-2013)

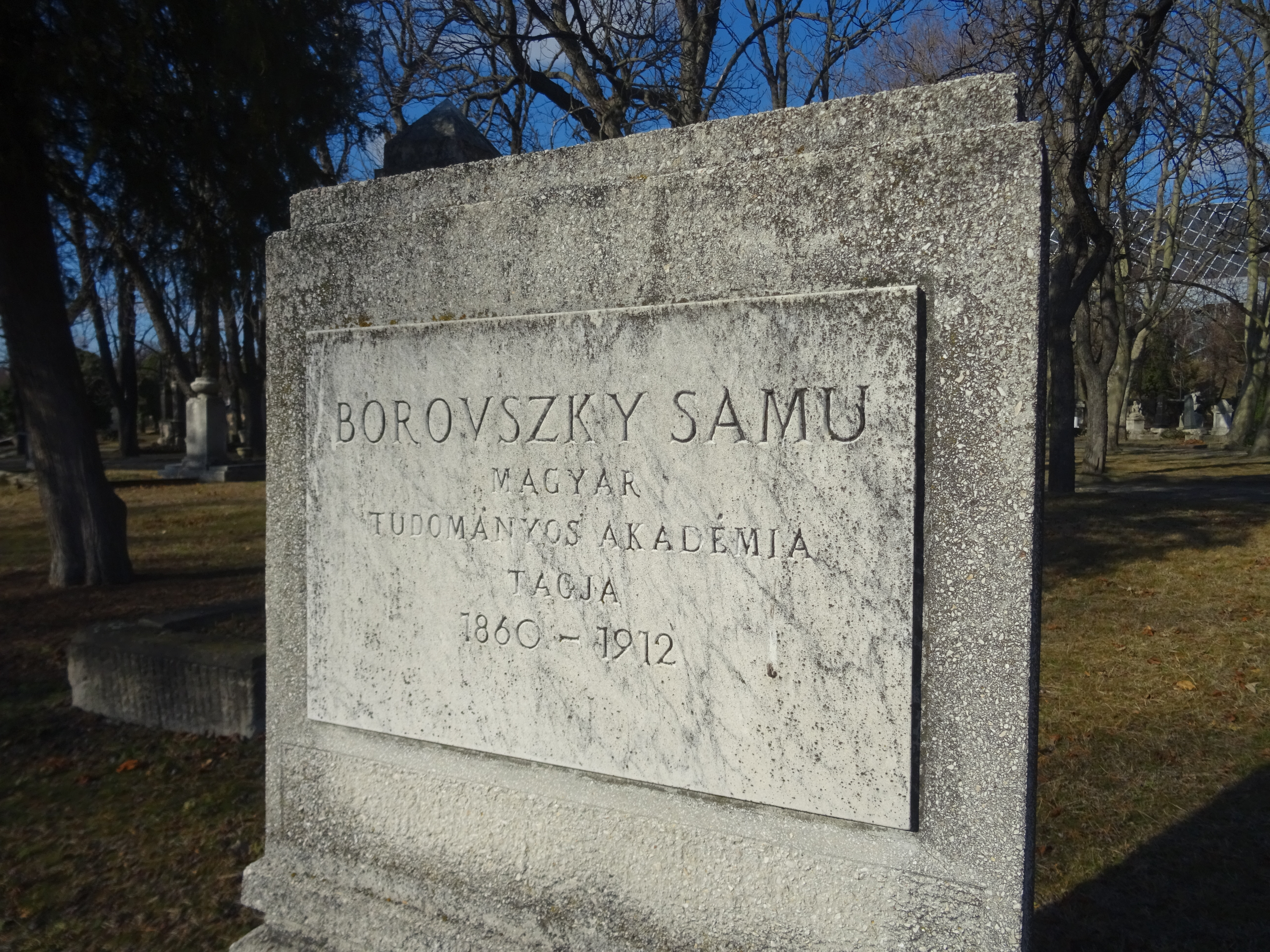
Inscripția de pe mormântul lui Samu Borovszky

Samu Borovszky de Adamóc și Vittenc (n. 25 octombrie 1860, Karavukovo, Districtul Bačka de Vest, Serbia – d. 24 aprilie 1912, Budapesta, Austro-Ungaria) a fost un istoric, cercetător în domeniul istoriei locale, membru corespondent al Academiei Maghiare de Științe din 1899, arhivar și director de birou.

## Biografie
S-a născut în Bácsordas, localitate cu majoritate germană, într-o veche familie nobiliară evanghelică. Tatăl său, Pál Borovszky de Adamóc și Vittenc (1826–1891) a fost inginer la lucrările de regularizare a Dunării. Familia s-a mutat la Salonta în 1870, unde Samu și-a început studiile liceale, pe care le-a continuat la Békés din 1873. Din 1876 a studiat la liceul reformat din Budapesta. Între 1879 și 1883 a fost student la Universitatea din Budapesta și a beneficiat de o bursă.
Din 1880 a devenit secretar al lui Móric Lukács, iar din 1882 al luiMenyhért Lónyay, președintele de atunci al Academiei Maghiare de Științe. În 1884, a fost promovat arhivar academic. În 1889 a devenit membru al Consiliului Director al Societății Istorice, iar din 1899, membru corespondent al Academiei.
Împreună cu János Sziklay, a editat volumele I–IV ale seriei intitulate Magyarország vármegyéi és városai (în traducere: Comitatele și orașele Ungariei (1896 – 1914). De asemenea, a fost redactorul mai multor volume intitulate A Nagy Francia Forradalom és Napoleon (în traducere: Marea Revoluție Franceză și Napoleon). Între 1909 și 1912 a fost secretarul Societății Maghiare de Istorie și redactorul revistei Századok. S-a ocupat de perioada migrației, preistoria maghiară, și a fost cercetător al rudeniei limbilor fino-ugrice.

## Lucrări
- 1883 - A dákok. Ethnographiai tanulmány, Budapesta REAL-EOD - (în traducere: Dacii. Studiu etnografic)
- 1884 - A longobardok vándorlása, Századok - (Migrația longobarzilor)
- 1885 - Martyrologium, Egyet. Phil. Közlöny
- 1889 - Vita Scti Severini, Egyet. Phil. Közlöny - (Viața Sfântului Severin)
- 1894 - A honfoglalás története, Budapesta - (Istoria cuceririi patriei)
- 1896–1897 Csanád vármegye története 1715-ig, Budapesta, I-II. - (Istoria comitatului Cenad până în 1715)
- 1899 - A Szirmay család czímeres levele, Turul - (Scrisoarea cu blazon a familiei Szirmay)
- 1900 - A nagylaki uradalom története, Budapesta - (Istoria domeniului Nădlac)
- 1901 - Egy alajbég telepítései: adatok az Alföld XVII. századi történetéhez, Budapesta - (Coloniile unui alajbég: date despre istoria Câmpiei Maghiare în secolul al XVII-lea)
- 1900/1931 - A népvándorlás kora. Nagy Képes Világtörténet⁠(d) - (Epoca migrațiilor)
- 1903 - Az időrendbe szedett váradi tüzesvaspróba-lajstrom (împreună cu János Karácsonyi Online - (Lista cronologică a probelor de foc de la Várad)
- 1908 - Szendrő vára MEK - (Castelul din Szendrő)
- 1909 - Borsod vármegye története, Budapesta REAL-EOD - (Istoria comitatului Borsod)
- 1911 - A Nagy Francia Forradalom és Napoleon, Vol. I–V - (Marea Revoluție Franceză și Napoleon)

## Seria Magyarország vármegyéi és városai

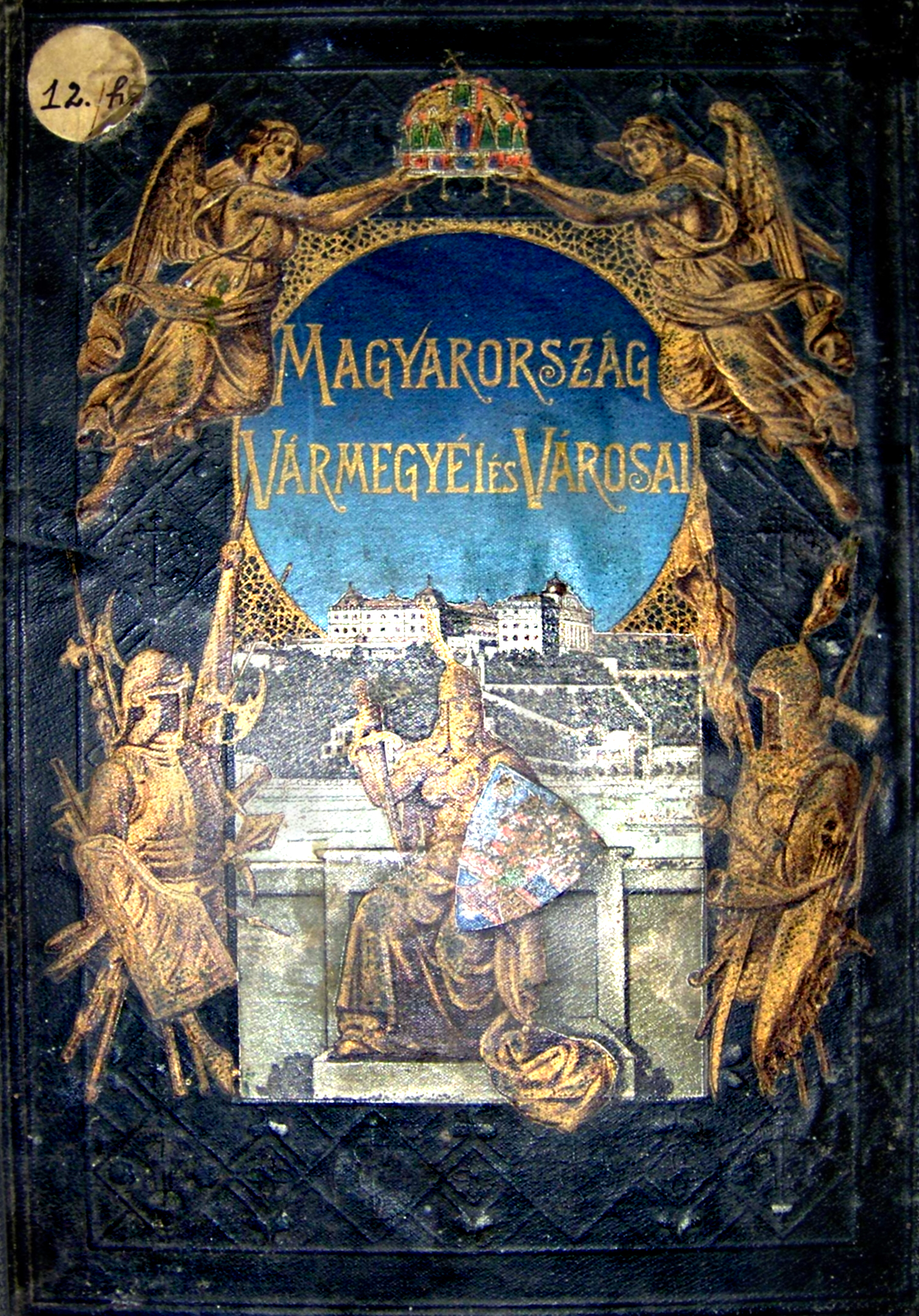
Comitatul Hont și Selmecbánya - coperta cărții

Cu participarea sa, s-au finalizat 25 din cele 26 de volume din seria monografică a comitatelor și orașelor maghiare. Din cauza morții sale, nu a participat la editarea volumului Somogy. Seria a fost, de asemenea, reeditată, după schimbarea regimului în Ungaria. Mai târziu, seria a fost criticată în principal pentru caracterul său comercial și producția în serie, totuși, de-a lungul timpului, a devenit o lucrare fundamentală de referință, deoarece în acea perioadă doar rareori au apărut proiecte de monografie similare.
Volumele seriei în ordinea publicării:
- 1896 - Abaúj-Torna vármegye és Kassa - (în traducere: Comitatul Abaúj-Torna și Košice)
- 1897 - Fiume és a magyar-horvát tengerpart - (în traducere: Fiume și litoralul maghiaro-croat)
- 1898 - Vas vármegye - (în traducere: Comitatul Vas)
- 1899 - Nyitra vármegye - (în traducere: Comitatul Nyitra)
- 1900 - Szabolcs vármegye - (în traducere: Comitatul Szabolcs)
- 1901 - Bihar vármegye és Nagyvárad - (în traducere: Comitatul Bihor și Oradea)
- 1903 - Bars vármegye, Gömör és Kishont vármegye - (în traducere: Comitatul Bars, Comitatul Gömör-Kishont)
- 1904 - Pozsony vármegye és Pozsony - (în traducere: Comitatul Pojon și Bratislava)
- 1905 - Zemplén vármegye és Sátoraljaújhely - (în traducere: Comitatul Zemplén și Sátoraljaújhely)
- 1906 - Hont vármegye és Selmeczbánya sz. kir. város - (în traducere: Comitatul Hont și orașul regal Selmeczbánya)
- 1907 - Komárom vármegye és Komárom - (în traducere: Comitatul Komárom și Komárom)
- 1908 - Esztergom vármegye, Győr vármegye, Szatmár vármegye - (în traducere: Comitatul Esztergom, Comitatul Győr, Comitatul Sătmar)
- 1909 - Bács-Bodrog vármegye, vol. I–II - (în traducere: Comitatul Bács-Bodrog, vol. I–II)
- 1910 - Pest-Pilis-Solt-Kiskun vármegye, vol. I - (în traducere: Comitatul Pest-Pilis-Solt-Kiskun, vol. I)
- 1911 - Nógrád vármegye, Pest-Pilis-Solt-Kiskun vármegye, vol II - (în traducere: Comitatul Nógrád, Comitatul Pest-Pilis-Solt-Kiskun, vol. II)
- 1912 - Torontál vármegye - (în traducere: Comitatul Torontal)
- 1914 - Somogy vármegye, Temes vármegye, Temesvár (în traducere: Comitatul Somogy, Comitatul Timiș, Timișoara)